# Jan Malanowski
Jan Malanowski (ur. 7 maja 1932 w Grodnie, zm. 24 kwietnia 1992 w Warszawie) – polski socjolog, działacz społeczny, w 1981 równocześnie doradca NSZZ „Solidarność” i członek KC PZPR.

## Życiorys

### Działalność naukowa
W 1953 ukończył studia prawnicze, a w 1955 studia filozoficzne na Uniwersytecie Warszawskim. Od 1953 był pracownikiem Wydziału Filozoficznego UW, początkowo w Katedrze Marksizmu-Leninizmu, od Zakładzie Materializmu Historycznego, od 1957 w Katedrze Socjografii. W 1962 obronił pracę doktorską Przemiany społeczne w podwarszawskim miasteczku w latach 1938–60 napisaną pod kierunkiem Stefana Nowakowskiego i został zatrudniony jako adiunkt w Katedrze Socjografii. W 1967 habilitował się na podstawie pracy Klasy, stosunki klasowe i różnice społeczne w mieście Mławie, od kwietnia 1968 pracował jako docent w Katedrze Socjologii Szczegółowej. Od tegoż roku pracował w nowo powstałym Instytucie Socjologii UW, w latach 1968–1971 był zastępcą dyrektora, w latach 1974–1975 dyrektorem Instytutu. W 1974 mianowany profesorem nadzwyczajnym. Od 1975 kierował zespołem badawczym Struktura i Polityka Społeczna, w 1978 przekształconym w Zakład Problemów Gospodarczych i Planowania Społecznego. W latach 1984–1987 był dziekanem Wydziału Filozofii i Socjologii UW, w 1989 otrzymał tytuł profesora zwyczajnego.

### Działalność społeczna
Pod koniec lat 50. został członkiem Klubu Krzywego Koła, był członkiem zarządu Klubu w latach 1959–1960. Od 1978 był uczestnikiem konwersatorium „Doświadczenie i Przyszłość” i członkiem jego tzw. Zespołu Usługowego.
W lutym 1981 został członkiem Rady Programowo-Konsultacyjnej przy Ośrodku Prac Społeczno-Zawodowych powstałym przy KKP NSZZ „Solidarność”. W 1988 został członkiem Komitetu Obywatelskiego przy Przewodniczącym NSZZ „Solidarność” Lechu Wałęsie.
W latach 1948–1952 członek Związku Młodzieży Polskiej. Od 1952 był członkiem PZPR, w latach 1967–1972 I sekretarzem Oddziałowej Organizacji Partyjnej Wydziału Filozoficznego UW, następnie Instytutu Socjologii UW. Był delegatem na IX Nadzwyczajny Zjazd PZPR (14–20 lipca 1981), w czasie którego został wybrany członkiem Komitetu Centralnego partii. Z KC został usunięty w lutym 1982, następnie zrezygnował z członkostwa w PZPR.
Od 1984 był członkiem Towarzystwa Naukowego Warszawskiego, należał także do Komitetu Nauk Socjologicznych PAN (był jego sekretarzem naukowym).
W PRL odznaczony Krzyżem Kawalerskim Orderu Odrodzenia Polski oraz Złotym Krzyżem Zasługi.

## Publikacje
- Robotnicy Warszawskiej Fabryki Motocykli (1962)
- Przemiany społeczne w podwarszawskim miasteczku w latach 1938–1960 (1964)
- Stosunki klasowe i różnice społeczne w mieście (1967)
- Socjologia miasta (1971)
- Polscy robotnicy (1981)